# The Lesser Evil
The Lesser Evil é um filme mudo norte-americano de 1912 em curta-metragem, do gênero drama, dirigido por D. W. Griffith e estrelado por Blanche Sweet. Cópias dos filme encontram-se conservadas.

## Elenco
- Blanche Sweet
- Edwin August
- Mae Marsh
- Alfred Paget
- Charles Hill Mailes
- Charles West
- William A. Carroll
- Charles Gorman
- Robert Harron
- Harry Hyde
- J. Jiquel Lanoe
- Owen Moore (não confirmado)
- Frank Opperman
- Herbert Prior (não confirmado)
- W. C. Robinson